# Bartodzieje (powiat pułtuski)
Bartodzieje – wieś w Polsce położona w województwie mazowieckim, w powiecie pułtuskim, w gminie Obryte. Ma status sołectwa.

## Położenie i nazwa
Wieś jest położona na polanie leśnej w środku Puszczy Białej. Drogi asfaltowe łącza ją z Psarami oraz Wielgolasem. W 2006 wieś połączono, przez miejscowość Gładczyn, z droga lokalną nr 618.

Wieś ma metrykę średniowieczną i jest notowana od XIII wieku. W 1240 zanotowana jako Barthodzege, 1452 Bartodzieje, 1473 Barthodzeye, 1578 Bartodzieye, 1880 Bartodzieje. Nazwa pochodzi od nazwy Bartodziej oznaczającej pasiecznika, dozorcę barci. We wczesnym  średniowieczu istniały osady służebne, w których mieszkali opiekujący się barciami bartodzieje. Ich zadaniem było zbieranie i dostarczanie miodu na dwory biskupie, książęce lub królewskie .

## Historia
Miejscowość była wsią służebną w dobrach biskupstwa płockiego. Pierwsza wzmianka o wsi pochodzi z 1203 z dokumentu Konrada Mazowieckiego dla biskupstwa płockiego. 
W drugiej połowie XVI wieku wieś leżała w powiecie kamienieckim ziemi nurskiej województwa mazowieckiego.
W XIX wieku wieś leżała województwie płockim i powiecie pułtuskim, potem w guberni łomżyńskiej w powiecie pułtuskim Królestwa Polskiego. W 1827 w Bartodziejach istniało 12 domów, w których mieszkało 79 osób. Wieś należała do parafii Pniewo. W 1861 na gruntach wsi Bartodzieje odkryto zdrój wody żelazistej, która wcześniej nie była użytkowana w celach leczniczych. Nie udało się zorganizować uzdrowiska.
W okresie międzywojennym wieś leżała w województwie warszawskim, w powiecie pułtuskim, w gminie Obryte. Według Powszechnego Spisu Ludności z 1921 roku wieś zamieszkiwały 142 osoby wyznania rzymskokatolickiego i polskiej narodowości. Było tu 6 budynków mieszkalnych i 11 z innym przeznaczeniem. Miejscowość podlegała pod sąd grodzki w Pułtusku i okręgowy w Mławie, najbliższy urząd pocztowy mieścił się w Obrytem. Wieś należała do parafii Obryte. 
Po II wojnie światowej bojówka komunistyczna dokonała w Bartodziejach mordu na rodzinie Wiśniewskich. Szczepan Wiśniewski, członek Armii Krajowej, wraz z żoną Janiną i córką Henryką Twarowską, w dniu 26 czerwca 1945 zostali zastrzeleni w miejscu swojego zamieszkania. Ocalał jedynie Andrzej Twarowski, który był wówczas dzieckiem i z ukrycia obserwował zajście. Według części przesłuchanych w niniejszej sprawie świadków zbrodni dokonali funkcjonariusze PUBP w Pułtusku, którzy samorzutnie utworzyli bojówkę.
W latach 1975–1998 miejscowość należała administracyjnie do województwa ostrołęckiego.

## Dziedzictwo przyrodniczo-kulturowe
Na niewielkim wzniesieniu w centrum wsi znajdują się pozostałości majątku. Zachował się dwór. Po 1945 mieściła się w nim szkoła podstawowa. Po reformie szkolnictwa szkoła została zlikwidowana, a budynek zaczął niszczeć. W 2008 władze gminy sprzedały budynek wraz z przylegającą do niego działką i drewniano-murowanym budynkiem gospodarczym. 
Wieś występuje w dwóch kurpiowskich przysłowiach ludowych: 
- Psary, Bartodzieje i Obryte to Kurpie zabite
- Olaboga co się dzieje? Za Psarami Bartodzieje[10][19].

W najbliższym sąsiedztwie wsi znajduje się Rezerwat przyrody Wielgolas – jeden z najstarszych fragmentów Puszczy Białej. W lesie otaczającym Bartodzieje znajduje się kilka pomników przyrody. Do najbardziej okazałych należał dąb zwany Krzywielcem lub Krzywulcem, który pod koniec grudnia 2016 przewrócił się wyniku wichury.